# Розенберри, Киган
Ки́ган Ро́зенберри (англ. Keegan Rosenberry; 11 декабря 1993, Ронкс, Пенсильвания, США) — американский футболист, правый защитник клуба MLS «Колорадо Рэпидз».

## Клубная карьера
Между 2012 и 2015 годами Розенберри выступал за студенческую команду Джорджтаунского университета в NCAA.
В 2014 и 2015 годах он также выступал за клуб «Рединг Юнайтед» из Premier Development League — четвёртого дивизиона США.
11 января 2016 года на Супердрафте MLS Розенберри был выбран под третьим общим номером клубом «Филадельфия Юнион». Его дебют за клуб состоялся 6 марта в матче против «Далласа». Первый гол за «Юнион» он забил 11 мая в ворота «Лос-Анджелес Гэлакси». В июле Розенберри по итогам голосования попал в состав сборной MLS на матч всех звёзд 2016. В своём первом сезоне в MLS Розенберри принял участие во всех 34 матчах лиги без замен. По итогу сезона 2016 он попал в финальную тройку номинантов на приз новичку года в MLS, и занял по результатам голосования второе место, уступив Джордану Моррису из «Сиэтл Саундерс».
19 декабря 2018 года Розенберри был приобретён клубом «Колорадо Рэпидз» за $150 тыс. общих и $50 тыс. целевых распределительных средств в сезоне 2019, $100 тыс. основных распределительных средств в сезоне 2020 и дополнительные $100 тыс. основных распределительных средств в сезоне 2020 в зависимости от его выступлений в сезоне 2019. 20 февраля 2019 года «Колорадо Рэпидз» подписал с Розенберри новый трёхлетний контракт, рассчитанный на сезоны 2020—2022. За денверский клуб он дебютировал 2 марта в матче первого тура сезона 2019 против «Портленд Тимберс», в котором вышел в стартовом составе. 15 сентября в матче против «Торонто» он забил свой первый гол за «Колорадо».

## Международная карьера
Розенберри участвовал в тренировочном сборе олимпийской сборной США для футболистов из студенческих лиг, проходившем 5—8 августа 2015 года.
5 января 2017 года Розенберри был вызван в тренировочный лагерь сборной США в преддверии товарищеских матчей со сборными Сербии 29 января и Ямайки 3 февраля, однако в финальную заявку на матчи не попал. 20 декабря 2018 года Розенберри получил вызов в тренировочный лагерь сборной США перед товарищескими матчами со сборными Панамы и Коста-Рики, но в заявленный список игроков ни на один из матчей, состоявшиеся 27 января и 2 февраля 2019 года, вновь не был включён.

## Статистика выступлений
| Выступление               | Выступление      | Выступление      | Лига | Лига | Плей-офф | Плей-офф | Кубок | Кубок | Континент. | Континент. | Итого | Итого |
| Клуб                      | Лига             | Сезон            | Игры | Голы | Игры     | Голы     | Игры  | Голы  | Игры       | Голы       | Игры  | Голы  |
| ------------------------- | ---------------- | ---------------- | ---- | ---- | -------- | -------- | ----- | ----- | ---------- | ---------- | ----- | ----- |
| Филадельфия Юнион         | MLS              | 2016             | 34   | 2    | 1        | 0        | 1     | 0     | —          | —          | 36    | 2     |
| Филадельфия Юнион         | MLS              | 2017             | 14   | 0    | —        | —        | 2     | 0     | —          | —          | 16    | 0     |
| Филадельфия Юнион         | MLS              | 2018             | 32   | 1    | 1        | 0        | 5     | 0     | —          | —          | 38    | 1     |
| Филадельфия Юнион         | Итого            | Итого            | 80   | 3    | 2        | 0        | 8     | 0     | —          | —          | 90    | 3     |
| Бетлехем Стил (фарм-клуб) | USL              | 2017             | 1    | 0    | 0        | 0        | —     | —     | —          | —          | 1     | 0     |
| Бетлехем Стил (фарм-клуб) | Итого            | Итого            | 1    | 0    | 0        | 0        | —     | —     | —          | —          | 1     | 0     |
| Колорадо Рэпидз           | MLS              | 2019             | 34   | 1    | —        | —        | 1     | 0     | —          | —          | 35    | 1     |
| Колорадо Рэпидз           | MLS              | 2020             | 2    | 0    | 0        | 0        | 0     | 0     | —          | —          | 2     | 0     |
| Колорадо Рэпидз           | Итого            | Итого            | 36   | 1    | 0        | 0        | 1     | 0     | —          | —          | 37    | 1     |
| Всего за карьеру          | Всего за карьеру | Всего за карьеру | 117  | 4    | 2        | 0        | 9     | 0     | —          | —          | 128   | 4     |

## Достижения
Индивидуальные
- Фэйр-плей MLS — 2016